# Будинок вчених (Одеса)
Будинок вчених — громадська інституція, що займає в Одесі історичні будівлі на вулиці Миколи Савича під номерами 4 і 6. Будинок та сад дуже постраждали від обстрілу російськими військами 23 липня 2023 року[⇨].

## Історія
Будинок вчених в місті Одесі було створено в 1923 році, він став одним з перших в колишньому СРСР і першим в УРСР. Спочатку розташовувався на вулиці Щепкіна (Єлизаветинська) в будинку № 12. Вхід в одеський Будинок вчених був вільним, що зробило його загальноміським культурним центром.
З 1934 року займає палац графа Толстого. Будинок вчених продовжував існувати і працювати і під час окупації Одеси румунськими військами в 1941—1944 роках, нова влада використовувала його в пропагандистських цілях.
З 1945 року членом правління Будинку вчених був видатний математик М. Г. Крейн.
У 1960—1980 роках в Будинку вчених працювала їдальня, низький рівень цін в якій дозволяв харчуватися студентам, аспірантам і малооплачуваним науковим співробітникам.
У 2000 році в Будинку вчених відкрили музей, основу експозиції якого становили зібрані директором будинку Г. В. Терещенко експонати і документи. У 2002 році Будинок вчених отримав статус підприємства і право вести комерційну діяльність.

## Наслідки ракетного обстрілу 23 липня 2023

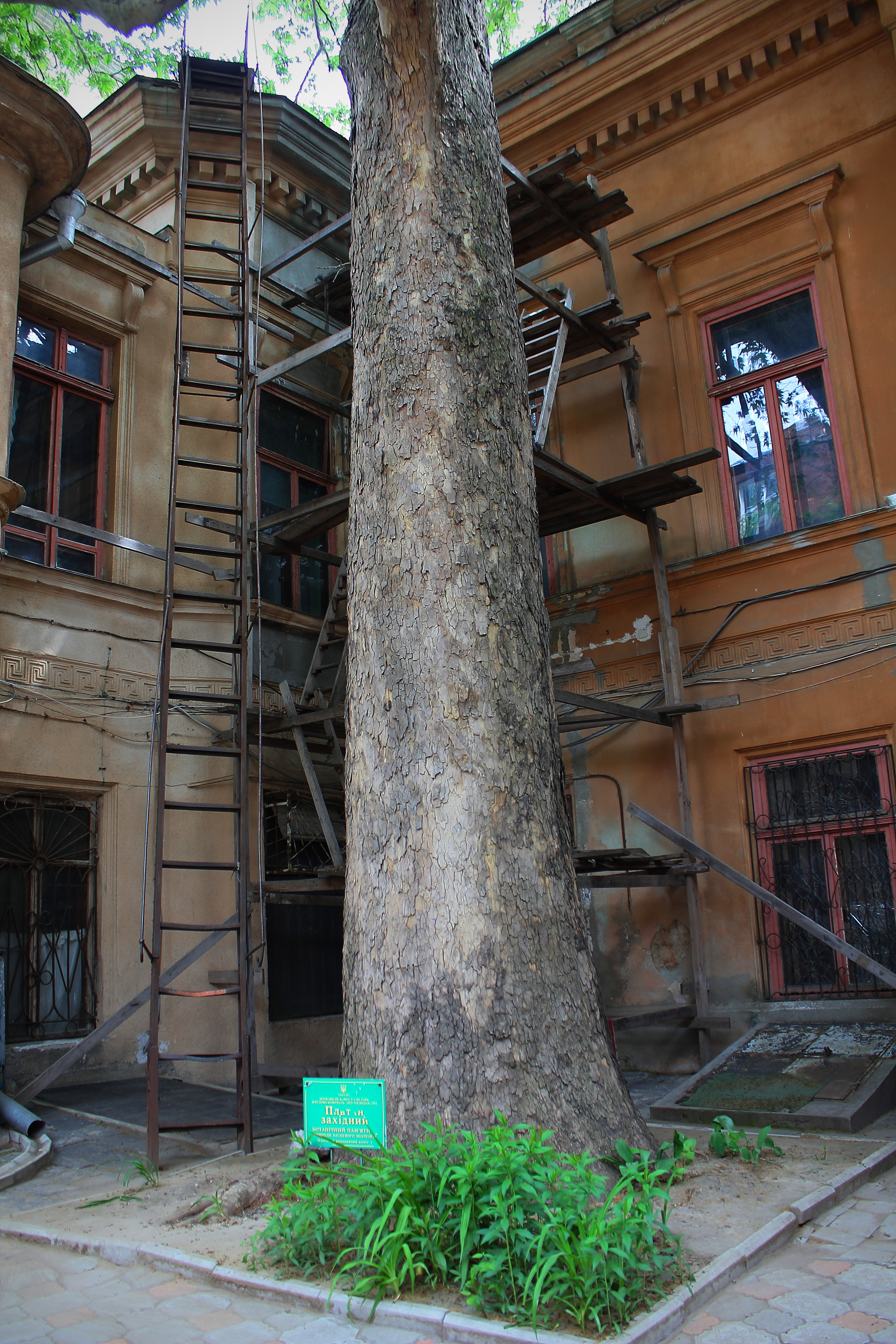
́«Платан західний» у дворику Будинку вчених. 14 травня 2015 року

Вибухом майже знищено літній сад у внутрішньому дворику Будинку вчених.
Від уламків загинув охоронець ресторану «Sabaneeⱱ», розташованого у саду
У будинку вибиті майже усі старовинні вітражі, пошкоджено меблі та інтер'єр XIX ст.. У саду уламками посічені дерева, серед них відомий «Платан західний».
15 квітня 2024 року, т.в.о. міністра культури та інформполітики України Ростислав Карандєєв, під час свого візиту до Одеси повідомив, що одеський Будинок вчених буде внесено до списку будівель, на нагальний ремонт яких Італія виділить 45 млн. €. 
За словами директорки Будинку вчених Світлани Жекової в комплексі роботи з відновлення пам’ятки архітектури спеціалісти оцінюють в 52 млн грн, першочергові ж нагальні роботи зі стабілізації та консервації будівлі складають 10 млн грн.  
Вона додає, що ускладнює процес відбодови те, що різні постраждалі будівлі комплексу належать до різних балансоутримувачів. Так, закрити вікна пошкодженої будівлі вдалося лише в лютому 2024 року, через сім місяців після руйнувань. Але завдяки благодійникам цінні експонати садиби вдалося зберегти.

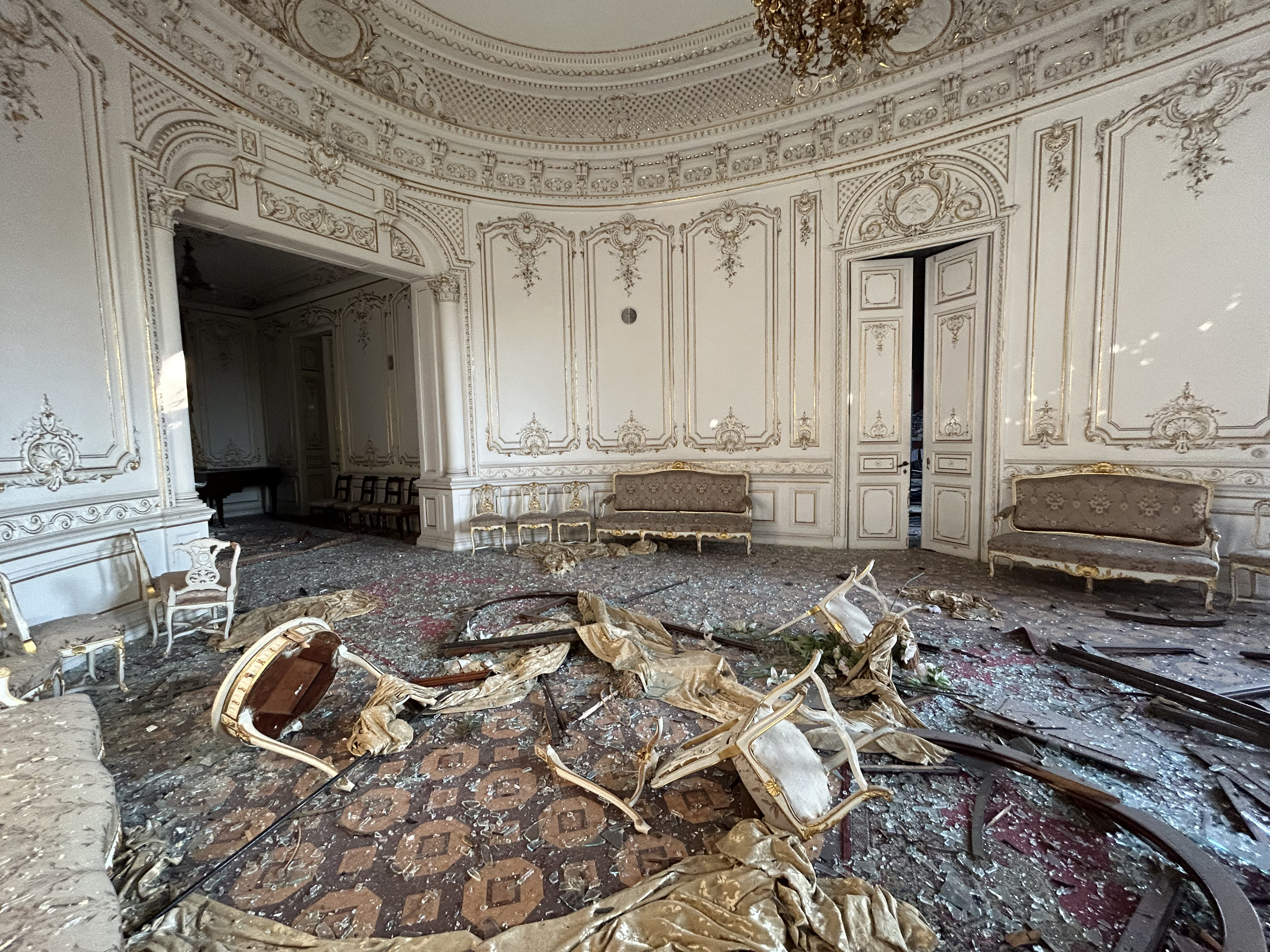
Біла зала після обстрілу

## Архітектура

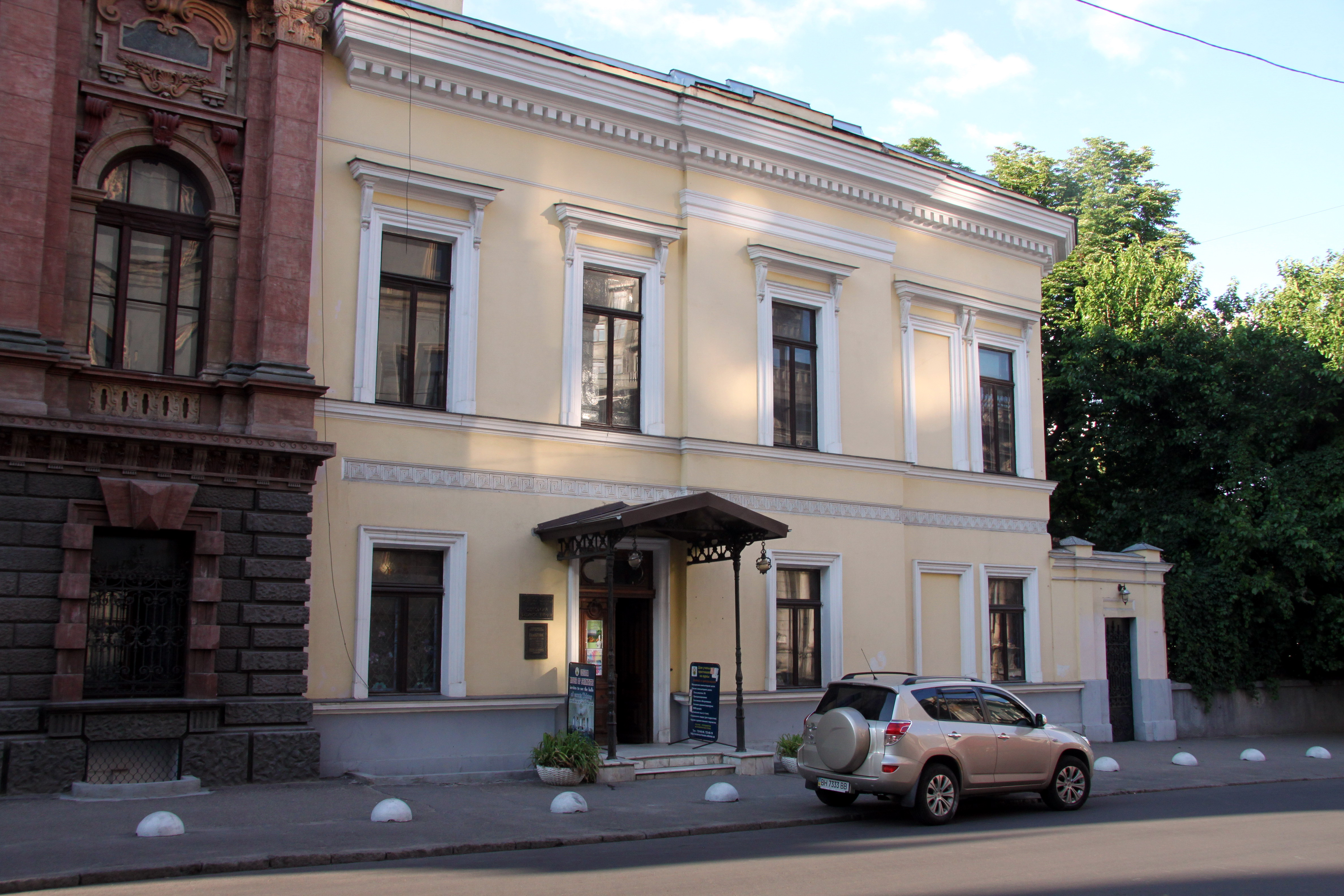
Особняк графа Толстого

Архітектурний комплекс Будинку вчених включає дві будівлі — особняк графа Толстого (2-о поверховий особняк з 12 кімнатами) і прибудована до нього в 1896—1899 роках будівля картинної галереї (архітектори Ф. Фельнер і Г. Гельмер), в якій М . М. Толстой зберігав свою колекцію картин. Деякі кімнати зберегли інтер'єри колишніх власників. До 1934 року в будівлі картинної галереї розташовувався Фонд галерей російського живопису Одеського художнього музею.
Особняк графа Толстого — пам'ятник архітектури. Будувався і перебудовувався з 1830 по 1897 роки за смаками і можливостям трьох його господарів. Перший власник — ротмістр Хорват; архітектором краєзнавці вважають Г. І. Торічеллі. У 1840-і роки придбаний у власність графом М. Д. Толстим, який доручив Л. Ц. Оттону і К. О. Даллакве переоформити інтер'єри в дусі еклектики. У другій половині століття особняк належав його синові графу М. М. Толстому.

## Інтер'єри
- Шовкова вітальня, за легендою[13] її інтер'єри були створені на початку XX століття за вказівкою господаря будинку М. М. Толстого (молодшого) в зв'язку з нагородженням його орденом Станіслава II ступеня за створення станції швидкої допомоги (1903) і меценатство. Вжите на обробку шовкове полотно було підібрано за зразком перев'язі ордена. У 1950-ті роки значна частина полотен згоріла в пожежі, нові полотна були виготовлені за старими зразками на ткацьких фабриках Іваново (збережені тільки два найменш постраждалих фрагмента).
- Мармурова вітальня з облицюванням штучним мармуром, який був винайдений і виготовлявся в Одесі (ці роботи були профінансовані Толстими). У вітальні знаходиться відреставрований рояль Ференца Ліста, що залишився в місті після гастролей великого музиканта в 1847 році[14].
- Білий зал з дубовим паркетом з 22 сортів дерева і з венеціанськими дзеркалами, що залишилися від колишніх господарів Толстих.
- Дубова вітальня
- Турецька вітальня
- Горіхова вітальня, де знімалися сцени для комедії «Пістолет Страдіварі»[15].
- Зелений зал

## У кінематографі
В радянські часи в інтер'єрах будинку знімалися сцени телефільму «Д'Артаньян та три мушкетери» (1978), в яких зображені покої Лувра. У 1991—2005 рр. тут проходили зйомки передачі «Джентльмен-шоу»: в стінах одеського палацу джентльмени вели свої світські бесіди. У палаці була також знята сцена одруження в кінці фільму «Сім днів з російською красунею» (1991).

## Секції
- «Урбоекологія»
- Пушкінська наукова комісія[16]
- «Таубмановські читання»
- Суспільство гомеопатів
- Секція книги
- Наукове об'єднання «Екосфера людини»[17]
- Наукове філософське товариство
- Філософське товариство ім. А. І. Уйомова
- Наукове товариство біохіміків
- Семінар з теорії, історії та історіографії міжнародних відносин (ТІІМО)
- Наукова історико-краєзнавча секція «Одессика»
- Секція психологів
- Секція соціології
- Спілка фотохудожників
- Асоціація нейрохірургів
- Асоціація невропатологів
- Суспільство отоларингологів
- Наукова астрономічна секція
- Наукове товариство «ІМОНТ»

## Клуби
- Клуб «Ліра»
- Асоціація ветеранів культпросвітроботи
- Літературна вітальня
- Клуб всіх муз